# Vicegovernatore della Virginia
Il Vicegovernatore della Virginia (in inglese Lieutenant Governor of Virginia) è la seconda carica costituzionale del Commonwealth della Virginia, dopo il governatore. Il mandato dura tipicamente 4 anni. Il vicegovernatore è ex officio presidente del Senato della Virginia.
La carica è ricoperta da Winsome Earle-Sears, eletta nel 2021 e in carica dal 15 gennaio 2022.

## Storia
La carica di vicegovernatore (ufficialmente: luogotenente governatore) ha origine coloniale e può essere fatta risalire al Consiglio della Virginia di Londra. Il Consiglio era nominato dal monarca del Regno Unito, e, a sua volta, il Consiglio nominava il Luogotenente Governatore o vice. 
Nel 1680, divenne dovere del Consiglio designare o inviare un deputato che potesse esercitare tutti i poteri del governatore sotto le istruzioni scritte sia della corona britannica che del governatore. La prima Costituzione della Virginia, adottata nel 1776, prevedeva un Consiglio di Stato dal quale ogni anno veniva selezionato un presidente tra i suoi membri. Il presidente agiva come da vicegovernatore in caso di morte, incapacità o necessaria assenza del governatore dal suo ufficio. La Costituzione della Virginia del 1851 prevedeva l'elezione diretta del vicegovernatore. Shelton Farrar Leake, della contea di Albemarle, fu il primo vicegovernatore eletto, in carica dal 1852 al 1856.

### Elezione e mandato
La carica del vicegovernatore della Virginia è regolata dall'Articolo V della Costituzione della Virginia (1971): la sua elezione avviene contemporaneamente a quella del governatore, ma il candidato è eletto separatamente; egli può infatti appartenere ad un partito politico diverso da quello del governatore.
Sebbene il governatore sia limitato dalla Costituzione della Virginia a governare per un solo mandato di quattro anni, non vi è alcun limite al numero di mandati del vicegovernatore.

### Funzioni
Il vicegovernatore sostituisce il governatore, sia nel suo ufficio che come facente funzioni, in caso di assenza prolungata in condizioni particolari, quali problemi di salute, destituzione, dimissioni o decesso. Il vicegovernatore è anche ex-officio presidente del Senato della Virginia; in sua mancanza presiede l'assemblea il presidente pro tempore. In linea di successione il vicegovernatore viene sostituito dal procuratore generale di stato, in sua assenza, se possiede i requisiti di eleggibilità.
Partecipa inoltre, di diritto, come membro a diverse commissioni e consigli statali.

## Lista dei vicegovernatori della Virginia
Partiti
  Indipendente (3)
  Democratico (29)
  Whig (2)
  Repubblicano (9)
| #  | Nome                           | Partito      | Mandato        | Governatore                                                                                 | Note                              |
| -- | ------------------------------ | ------------ | -------------- | ------------------------------------------------------------------------------------------- | --------------------------------- |
| 1  | Shelton Leake                  | Democratico  | 1852–1856      | Joseph Johnson                                                                              |                                   |
| 2  | Elisha W. McComas              |              | 1856–1857      | Henry A. Wise                                                                               |                                   |
| 3  | William Lowther Jackson        | Democratico  | 1857–1860      | Henry A. Wise                                                                               |                                   |
| 4. | Robert Latane Montague         |              | 1860–1864      | John Letcher                                                                                |                                   |
| 5  | Samuel Price                   | Democratico  | 1864–1865      | William "Extra Billy" Smith                                                                 | governo confederato               |
| 6  | Daniel Polsley                 | Republicano  | 1861–1863      | John Letcher                                                                                | governo unionista                 |
| 7  | Leopold Copeland Parker Cowper | Whig         | 1863–1865      | John Letcher                                                                                | governo unionista                 |
| 8  | Leopold Copeland Parker Cowper | Whig         | 1865–1869      | William "Extra Billy" Smith Francis Harrison Pierpont Henry H. Wells Gilbert Carlton Walker |                                   |
| 9  | John F. Lewis                  | Republicano  | 1869–1870      | Gilbert Carlton Walker                                                                      |                                   |
| 10 | John Lawrence Marye, Jr.       | Conservatore | 1870–1874      | Gilbert Carlton Walker                                                                      |                                   |
| 11 | Robert E. Withers              | Democratico  | 1874–1875      | James L. Kemper                                                                             |                                   |
| 12 | Henry Wirtz Thomas             | Republicano  | 1875–1878      | James L. Kemper                                                                             |                                   |
| 13 | James A. Walker                | Democratico  | 1878–1882      | Frederick W. M. Holliday                                                                    |                                   |
| 14 | John F. Lewis                  | Republicano  | 1882–1886      | William E. Cameron                                                                          |                                   |
| 15 | John Edward "Parson" Massey    | Democratico  | 1886–1890      | Fitzhugh Lee                                                                                |                                   |
| 16 | James Hoge Tyler               | Democratico  | 1890–1894      | Philip W. McKinney                                                                          |                                   |
| 17 | Robert Craig Kent              | Democratico  | 1894–1898      | Charles Triplett O'Ferrall                                                                  |                                   |
| 18 | Edward Echols                  | Democratico  | 1898–1902      | James H. Tyler                                                                              |                                   |
| 19 | Joseph Edward Willard          | Democratico  | 1902–1906      | Andrew J. Montague                                                                          |                                   |
| 20 | James Taylor Ellyson           | Democratico  | 1906–1918      | Claude A. Swanson William Hodges Mann Henry Carter Stuart                                   |                                   |
| 21 | Benjamin Franklin Buchanan     | Democratico  | 1918–1922      | Westmoreland Davis                                                                          |                                   |
| 22 | Junius Edgar West              | Democratico  | 1922–1930      | Elbert L. Trinkle Harry F. Byrd                                                             |                                   |
| 23 | James H. Price                 | Democratico  | 1930–1938      | John Garland Pollard George C. Peery                                                        |                                   |
| 24 | Saxon Winston Holt             | Democratico  | 1938–1940      | James H. Price                                                                              | deceduto, poi vacante             |
| 25 | William M. Tuck                | Democratico  | 1942–1946      | Colgate Darden                                                                              |                                   |
| 26 | Lewis Preston Collins II       | Democratico  | 1946–1952      | William M. Tuck                                                                             |                                   |
| 27 | Allie Edward Stokes Stephens   | Democratico  | 1952–1962      | John S. Battle                                                                              | sostituto, facente funzioni       |
| 28 | Mills E. Godwin, Jr.           | Democratico  | 1962–1966      | Albertis Harrison                                                                           |                                   |
| 29 | Fred G. Pollard                | Democratico  | 1966–1970      | Mills Godwin                                                                                |                                   |
| 30 | J. Sargeant Reynolds           | Democratico  | 1970–1971      | Linwood Holton (Republicano)                                                                | deceduto                          |
| 31 | Henry Howell                   | Democratico  | 1971–1974      | Linwood Holton (Republicano)                                                                | sostituto, facente funzioni       |
| 32 | John N. Dalton                 | Democratico  | 1974–1978      | Mills Godwin                                                                                |                                   |
| 33 | Chuck Robb                     | Democratico  | 1978–1982      | John N. Dalton (Republicano)                                                                |                                   |
| 34 | Dick Davis                     | Democratico  | 1982–1986      | Chuck Robb                                                                                  |                                   |
| 35 | Douglas Wilder                 | Democratico  | 1986–1990      | Gerald Baliles                                                                              | primo afroamericano               |
| 36 | Don Beyer                      | Democratico  | 1990–1998      | Douglas Wilder (Democratico) George Allen (Republicano)                                     |                                   |
| 37 | John H. Hager                  | Republicano  | 1998–2002      | Jim Gilmore                                                                                 |                                   |
| 38 | Tim Kaine                      | Democratico  | 2002–2006      | Mark Warner                                                                                 |                                   |
| 39 | Bill Bolling                   | Republicano  | 2006–2014      | Tim Kaine (Democratico) Bob McDonnell (Republicano)                                         |                                   |
| 40 | Ralph Northam                  | Democratico  | 2014–2018      | Terry McAuliffe                                                                             |                                   |
| 41 | Justin Fairfax                 | Democratico  | 2018–2022      | Ralph Northam                                                                               |                                   |
| 42 | Winsome Earle-Sears            | Republicano  | 2022–in carica | Glenn Youngkin                                                                              | Prima donna ad assumere la carica |